# Высшие государственные литературные курсы
Высшие государственные литературные курсы Московского управления профтехобразования — высшее учебное заведение с 4-годичным сроком обучения для подготовки профессиональных литераторов, существовавшее в 1925—1929 годах.
Создано на основе литературной студии при Всероссийском Союзе поэтов группой бывших профессоров упразднённого Высшего литературно-художественного института (ВЛХИ) во главе с М. С. Григорьевым, который стал заведующим учебной частью. Учебная программа курсов сохраняла преемственность с ВЛХИ. Курсы часто упоминаются как «брюсовские». Это связано с тем, что организатором ВЛХИ был Валерий Яковлевич Брюсов.
С 1926/1927 учебного года курсы получили государственный статус и наименование «Высших». В 1929 году закрыты. Состоялся лишь один выпуск.

## Преподаватели
- М. С. Григорьев (заведующий учебной частью в 1925—1926)
- А. И. Яковлев (заведующий учебной частью в 1927—1929, преподаватель истории средних веков)
- Н. Н. Захаров-Мэнский (помощник заведующего учебной частью, преподаватель фольклора)
- Ю. Н. Верховский (история русской литературы XIX века)
- Я. О. Зунделович (введение в теорию литературы, поэтика)
- Н. М. Каринский (введение в языкознание)
- А. С. Орлов (история древнерусской литературы)
- Б. И. Пуришев (западноевропейская литература)
- М. А. Цявловский (методика чтения художественной критики и историки)
- Ю. В. Готье (история культуры нового времени)
- И. И. Полосин (история русской культуры)
- Л. И. Тимофеев (история русского стиха)

## Известные выпускники и студенты
- Арсений Александрович Тарковский
- Мария Сергеевна Петровых
- Юлия Моисеевна Нейман
- Наталья Владимировна Баранская
- Ольга Ильинична Подобедова
- Владимир Григорьевич Шмерлинг
- Павел Николаевич Васильев
- Юрий Осипович Домбровский
- Ольга Игоревна Ильинская
- Сергей Михайлович Голицын
- Даниил Леонидович Андреев
- Алексей Владимирович Романов[1]
- Кирилл Васильевич Пигарёв
- Николай Владимирович Стефанович

## В воспоминаниях
На курсах собралась довольно пестрая публика: девчонки, только окончившие школу, как мы с Ниной; пожилые учительницы, желающие «обновить знания»; молодые люди разных профессий, пробующие свое «перо»; экстравагантные подруги нэпманов, меняющие еженедельно цвет волос и ежедневно туалеты; девицы, стремящиеся облагородить свою речь; красотки в поисках интересных знакомств. <…> Все мы, я и мои близкие товарищи, кто занимался серьезно, кто хотел получить высшее образование и диплом, были действительно студентами. Но создать на курсах общий дух студенчества не могли — нас было не так уж много, да и разбивались мы на отдельные кружки. Наше «студенчество» существовало обособленно внутри толпы, состоящей как бы из случайно встретившихся в одно время и в одном месте прохожих. Непостоянство и неустойчивость ощущались в общей атмосфере курсов.